# Geografia del Liechtenstein

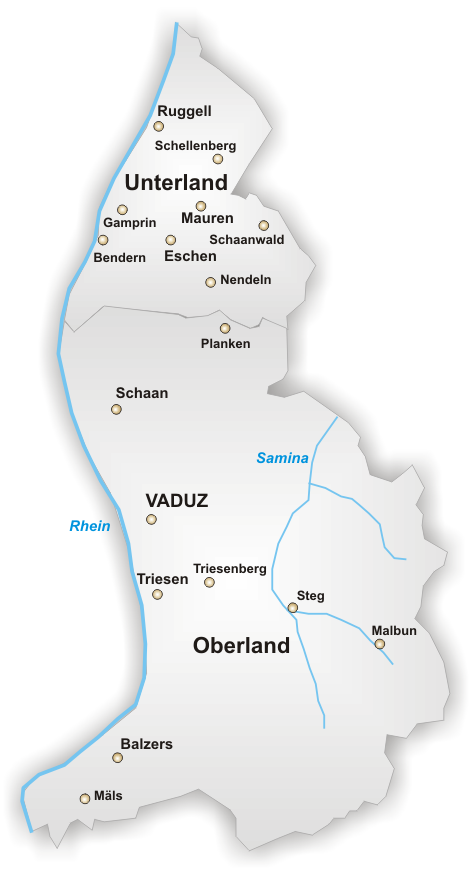
Mappa del Liechtenstein

Il Liechtenstein è uno stato situato nella parte centro-settentrionale delle Alpi.
Il suo piccolo territorio è prevalentemente montuoso.
Il paese è situato fra i 47°03' e i 47°16' di latitudine nord e tra i 9°28' e i 9°36' di longitudine est.

## Dati generali

### Confini
I confini del Liechtenstein si sviluppano per 76 km. A est il piccolo principato confina con l'Austria per 35 km mentre a sud e a ovest confina con la Svizzera per 41 km. Ad ovest il confine corre sul fiume Reno; a nord, a est e a sud corre sui monti.
Il Liechtenstein non si affaccia al mare quindi non ha costa.

### Superficie
La superficie complessiva del paese è pari a 160,5 km² (189º al mondo), paragonabile a quella del comune di Milano. Solo San Marino, Monaco e Vaticano hanno una superficie minore, nel Vecchio Continente.

## Morfologia
Il Liechtenstein ha un territorio occupato in gran parte da rilievi, che costituiscono il lato destro della valle solcata dal fiume Reno. Nella parte settentrionale del paese si incontra un'area più pianeggiante.

## Idrografia

### Fiumi

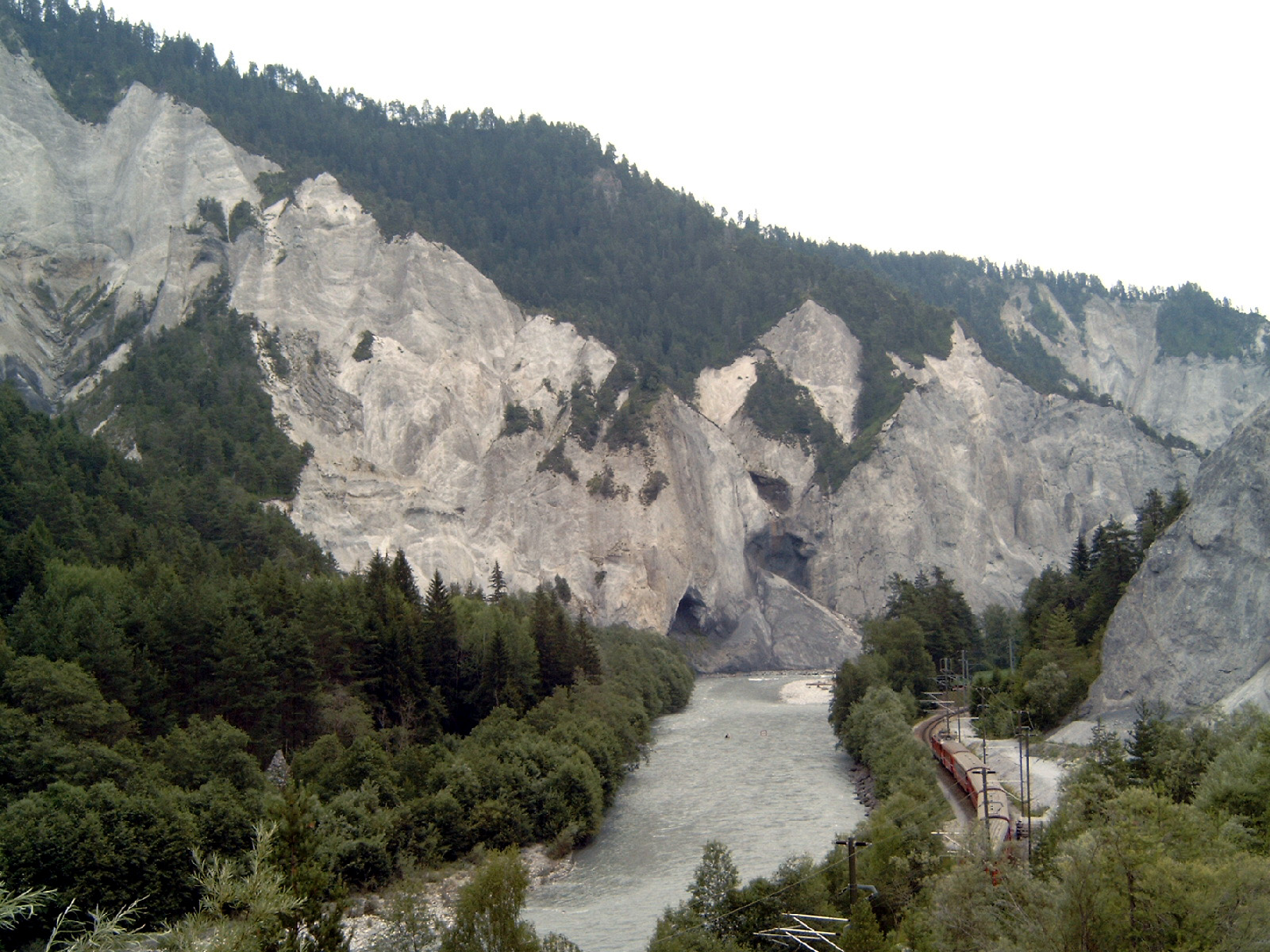
Fiume Reno

Il Reno, nel suo tratto ancora iniziale, solca tutto il confine occidentale del Liechtenstein con la Svizzera. Principale fiume del paese è il Samina, che, attraversato il confine con l'Austria, si va a versare nell'Ill (affluente di destra dello stesso Reno).